# Lonchura punctulata
El capuchino punteado o pinzón canela (Lonchura punctulata) es una especie de ave paseriforme de la familia Estrildidae nativa la región indomalaya. Se encuentra en el subcontinente indio y el sudeste asiático, llegando hasta el archipiélago malayo. La especie ha sido introducida en el Caribe, Australia oriental y las islas de Reunión y Mauricio.

## Hábitat
El capuchino punteado es un pájaro gregario que se alimenta principalmente de semillas. Frecuenta áreas boscosas abiertas y cultivos. Construye el nido sobre los árboles o en los aleros de las casas, en forma de una estructura cupular grande de hierba y deposita en ellos de 4 a 10 huevos blancos.

## Descripción
Mide entre 11 y 12 cm de largo. El adulto tiene el pico oscuro, grueso y corto. Las partes superiores del cuerpo son color castaño, y la cabeza castaño oscuro. Las partes inferiores del cuerpo son blancas con marcas negras a modo de escamas.